# 2024 în zborul spațial
Acest articol documentează evenimentele notabile și așteptate de zbor spațial în cursul anului 2024.

## Cadru general

### Astronomie și astrofizică
În ziua de Anul Nou, la ora 3:40 UTC, marcând prima lansare din noul an, Organizația indiană de cercetare spațială (ISRO) a lansat satelitul XPoSat pentru a studia polarizarea razelor X. Acesta va servi ca o completare a actualei sonde IXPE a NASA. Ulterior, sonda spațială Aditya-L1 a ISRO, lansată cu 5 luni înainte, a fost introdusă pe 6 ianuarie pe o orbită halo în jurul punctului L1 Pământ-Soare. Aceasta va studia atmosfera solară, furtunile magnetice solare și impactul acestora asupra mediului din jurul Pământului.
Einstein Probe, misiunea telescopului spațial cu raze X a Academiei Chineze de Științe (CAS) în parteneriat cu ESA și Institutul Max Planck pentru Fizică Extraterestră (MPE), dedicată astrofizicii de înaltă energie în domeniul timpului, a fost lansată la 9 ianuarie 2024.
În aprilie 2024, NASA a început, sub conducerea Biroului de politică științifică și tehnologică, să creeze un standard pentru oră pe Lună, acesta se numește Ora Lunară Coordonată și se așteaptă să fie finalizat până în 2026.
Agenția Spațială Europeană va lansa sateliții săi duali PROBA-3 pentru coronografie solară.

### Explorarea Sistemului Solar
Elicopterul marțian Ingenuity a efectuat al 72-lea și ultimul său zbor, când toate cele patru pale ale rotorului său au fost avariate, ceea ce a determinat NASA să retragă aeronava.
NASA intenționează să lanseze în octombrie Europa Clipper, care va studia luna joviană Europa în timp ce se află pe orbită în jurul lui Jupiter.
Hera va fi lansată spre asteroidul Didymos pentru a studia efectele ulterioare ale testului de redirecționare a asteroidului dublu.
Misiunea EscaPADE a NASA către Marte este, de asemenea, planificată să fie lansată în acest an.

### Explorare lunară
2024 este un an important pentru explorarea Lunii. 
Peregrine a fost lansat cu succes pe 8 ianuarie, dar după lansare a fost detectată o scurgere de combustibil care a împiedicat orice încercare de a efectua o aselenizare. În cele din urmă, nava spațială Peregrine nu a părăsit niciodată orbita terestră (foarte eliptică) pe care a fost injectată de racheta purtătoare, iar misiunea s-a încheiat zece zile mai târziu (după o singură orbită), la 18 ianuarie, când nava a reintrat în atmosfera terestră (sub controlul echipei de misiune) și a fost distrusă.
SLIM a realizat prima aterizare ușoară pe Lună pentru o navă spațială japoneză. A aterizat pe 19 ianuarie 2024, la ora 15:20 UTC, făcând din Japonia a cincea țară care a reușit să aterizeze ușor pe Lună. Deși a aterizat cu succes, aceasta a avut o atitudine greșită, deoarece panourile solare sunt orientate spre vest, cu fața opusă Soarelui, la începutul zilei lunare, nereușind astfel să genereze suficientă energie. Landerul a funcționat cu ajutorul bateriei interne, care s-a descărcat complet în acea zi. Operatorii misiunii speră că modulul de aterizare se va trezi după câteva zile, când lumina Soarelui ar trebui să atingă panourile solare.
Indiferent de această problemă a panourilor solare de pe modulul de aterizare, cele două rovere LEV 1 și 2, amplasate în timpul staționării chiar înainte de aterizarea finală, funcționează conform așteptărilor, iar LEV-1 comunică independent cu stațiile de la sol. LEV-1 a efectuat șase salturi pe suprafața lunară. Imaginile realizate de LEV-2 arată o aterizare cu atitudine greșită, cu pierderea unei duze a motorului în timpul coborârii și chiar posibile pagube susținute la antena terestră a landerului, care nu este îndreptată spre Pământ. Indiferent de atitudinea greșită și de pierderea comunicării cu landerul, misiunea este deja pe deplin reușită, după confirmarea faptului că obiectivul său principal, și anume aterizarea la o distanță de maximum 100 m de locul de aterizare programat, a fost deja atins.
IM-1 Nova-C Odysseus a fost lansată la 15 februarie 2024 spre Lună prin Falcon 9 pe o traiectorie de interceptare directă și a aterizat ulterior în regiunea polară sudică a Lunii la 22 februarie 2024, devenind primul lander privat de succes și primul care a făcut acest lucru folosind propulsoare criogenice. Deși a aterizat cu succes, unul dintre picioarele modulului de aterizare s-a rupt la aterizare și s-a înclinat pe partea cealaltă, cu 18°, din cauza aterizării pe o pantă, dar modulul de aterizare a supraviețuit și încărcăturile utile funcționează conform așteptărilor. EagleCam nu a fost ejectat înainte de aterizare. 
Chiar înainte de aterizare, la aproximativ 30 m deasupra suprafeței lunare, modulul de aterizare Odysseus trebuia să ejecteze CubeSat-ul echipat cu camera EagleCam, care ar fi fost aruncat pe suprafața lunară în apropierea modulului de aterizare, cu o viteză de impact de aproximativ 10 m/s. Cu toate acestea, din cauza complicațiilor apărute în urma patch-ului software, s-a decis ca EagleCam să nu fie ejectat la aterizare. Ulterior, aceasta a fost ejectată pe 28 februarie, dar a fost un eșec parțial, deoarece a returnat toate tipurile de date, cu excepția imaginilor de după aterizare ale IM-1, care reprezentau principalul obiectiv al misiunii sale.
La 13 martie, China a încercat să lanseze două nave spațiale, DRO-A și DRO-B, pe o orbită retrogradă îndepărtată în jurul Lunii, dar misiunea nu a reușit să atingă orbita dorită, rămânând blocată pe orbita joasă a Pământului.
La 20 martie 2024, China a lansat pe orbita Lunii satelitul său releu, Queqiao-2, împreună cu doi mini-sateliți Tiandu 1 și 2. Queqiao-2 va retransmite comunicațiile pentru navele spațiale Chang'e 6 (partea îndepărtată a Lunii), Chang'e 7 și Chang'e 8 (regiunea polului sudic lunar). Tiandu 1 și 2 vor testa tehnologiile pentru o viitoare constelație de navigație și poziționare lunară. Toate cele trei sonde au intrat cu succes pe orbita lunară la 24 martie 2024 (Tiandu-2 a fost atașat la Tiandu-1 și s-a separat pe orbita lunară).
China plănuiește să trimită Chang'e 6 în luna mai, care va efectua prima misiune de returnare de eșantioane lunare de pe partea îndepărtată a Lunii. Aceasta va fi a doua misiune de returnare de eșantioane lunare a Chinei, prima fiind realizată de Chang'e 5 de pe partea apropiată a Lunii în urmă cu 4 ani. Pakistanul va trimite împreună cu Chang'e 6 un orbitator lunar numit ICECUBE-Q. 
Nova-C, VIPER și Blue Ghost sunt planificate să fie lansate spre Lună în acest an.

### Zborul spațial uman
Organizația indiană de cercetare spațială (ISRO) va lansa în acest an misiunea Gaganyaan fără echipaj și experimentul de andocare SPADEX. Polaris Dawn, cu prima ieșire în spațiu în scop comercial, este, de asemenea, pe cale să fie lansată în prima jumătate a acestui an.

#### Zboruri spațiale umane private și turism spațial
Polaris Dawn, în cadrul căreia va avea loc prima ieșire spațială comercială, este, de asemenea, pe cale să fie lansată în prima jumătate a acestui an.
SpaceX a lansat Misiunea Axiom 3 la bordul unei nave spațiale Crew Dragon pe o rachetă Falcon 9 către Stația Spațială Internațională (ISS) pe 18 ianuarie 2024. SpaceX intenționează, de asemenea, să lanseze misiunea Axiom 4 către ISS mai târziu în anul 2024.
La 26 ianuarie, SpaceShipTwo VSS Unity al Virgin Galactic a fost lansat cu succes de la Spaceport America în cadrul misiunii de turism spațial suborbital Galactic 06.

### Inovații rachete
Zborul inaugural al rachetei Vulcan Centaur de la United Launch Alliance a avut loc la 8 ianuarie 2024. Vulcan este prima rachetă alimentată cu metan care a ajuns pe orbită la prima încercare și prima care a ajuns pe orbită din SUA.
Racheta chineză Gravity-1 și-a încheiat cu succes zborul inaugural la 11 ianuarie 2024, debutând pe o nouă platformă maritimă mobilă în Marea Galbenă și doborând recorduri, fiind mai mare rachetă purtătoare de combustibil solid din lume și cel mai puternic vehicul de lansare comercială din China până în prezent (până în 2024).
Compania chineză Space Pioneer (cunoscută și sub numele de Tianbing) intenționează să lanseze în iunie racheta Tianlong-3.
Zborul inaugural al rachetei New Glenn a Blue Origin este planificat pentru august 2024.

### Tehnologie prin satelit
NISAR, cel mai costisitor satelit și cel mai mare satelit de imagistică radar va fi lansat din India la bordul GSLV Mk-II până la sfârșitul lunii februarie 2024.
Plankton, Aerosol, Cloud, Ocean Ecosystem sau PACE, un satelit de observare a Pământului al NASA aflat în faza de proiectare, are lansarea programată pentru 2024.
Avionul spațial Dream Chaser al NASA, dezvoltat de Sierra Space, este programat să aibă primul său zbor către Stația Spațială Internațională în aprilie.

## Lansări orbitale și suborbitale
| Lună       | Num. succese | Num. eșecuri | Num. eșecuri parțiale |
| ---------- | ------------ | ------------ | --------------------- |
| Ianuarie   | 22           | 0            | 0                     |
| Februarie  | 19           | 0            | 0                     |
| Martie     | 20           | 1            | 1                     |
| Aprilie    | 19           | 0            | 0                     |
| Mai        | 25           | 1            | 0                     |
| Iunie      | 18           | 0            | 0                     |
| Iulie      | 10           | 2            | 1                     |
| August     | 21           | 0            | 0                     |
| Septembrie | 23           | 0            | 0                     |
| Octombrie  | 19           | 0            | 0                     |
| Noiembrie  | 30           | 0            | 0                     |
| Decembrie  | 28           | 2            | 0                     |
| Total      | 253          | 6            | 2                     |

## Activități extravehiculare (EVA)
| Dată start/Timp       | Durată           | Misiune                         | Echipaj                              | Note |
| --------------------- | ---------------- | ------------------------------- | ------------------------------------ | --- |
| 1 martie 2024 21:40   | 7 ore 52 minute  | Shenzhou 17 TSS Wentian airlock | Tang Hongbo Jiang Xinlin             | A paisprezecea activitate extravehiculară de pe stația spațială Tiangong. Sarcinile au inclus întreținerea panourilor solare ale modulului central Tianhe, care au suferit daune minore cauzate de impactul cu resturi spațiale și micrometeoroizi; evaluarea și analiza stării de performanță a generării de energie a panourilor solare și, de asemenea, inspectarea stării modulelor stației spațiale. |
| 25 aprilie 2024 14:57 | 4 ore, 36 minute | Expedition 71 ISS Poisk         | Oleg Kononenko Nikolai Chub          | Cosmonauții s-au aventurat afară pentru a finaliza instalarea unui radar cu apertură sintetică amplasat în exteriorul modulului Nauka și pentru a instala o serie de experimente în exteriorul modulului Poisk. De asemenea, cosmonauții au îndepărtat o sondă de radiații ionice, au recuperat canistrele Biorisk pentru întoarcerea pe Pământ, au șters balustradele de pe Nauka și Poisk pentru a verifica dacă există creștere microbiană și contaminare de la scurgerea radiatorului și de la vehiculele vizitatoare. |
| 28 mai 2024 02:35     | 8 ore 23 minute  | Shenzhou 18 TSS Wentian airlock | Ye Guangfu Li Guangsu                | Cea mai lungă plimbare spațială chineză de până acum. Sarcinile au inclus instalarea de dispozitive de protecție împotriva deșeurilor spațiale și efectuarea de inspecții ale echipamentelor și instalațiilor extravehiculare. |
| 24 iunie 2024 12:46   | 0 ore, 31 minute | Expedition 71 ISS Quest         | Tracy Caldwell Dyson Michael Barratt | Dyson și Barratt intenționau să se aventureze și să recupereze antena SASA și să o aducă înăuntru, să colecteze probe din corpul stației pentru a căuta semne de creștere microbiană care ar putea fi prezente pe module fie după lansare, fie după expunerea în spațiu. Cu toate acestea, ieșirea în spațiu a fost întreruptă la scurt timp după decolare din cauza unei scurgeri de apă în unitatea ombilicală de service și răcire de pe costumul spațial al lui Dyson.                                                 |
| 3 iulie 2024 07:21    | 6 ore 30 minute  | Shenzhou 18 TSS Wentian airlock | Ye Guangfu Li Cong                   | Sarcinile au inclus instalarea de dispozitive de protecție împotriva deșeurilor spațiale și efectuarea de inspecții ale echipamentelor și instalațiilor extravehiculare. |

## Statistici lansări orbitale

### După țară
Numărul anual al lansărilor orbitale pe țară atribuie fiecare zbor țării de origine a vehiculului de lansare, nu furnizorului de servicii de lansare sau portului spațial. De exemplu, rachetele Electron lansate din Peninsula Mahia din Noua Zeelandă sunt contabilizate la Statele Unite, deoarece Electron este o rachetă americană.
| Țară  | Țară              | Lansări | Reușite | Eșecuri | Eșecuri parțiale | Note                                   |
| ----- | ----------------- | ------- | ------- | ------- | ---------------- | -------------------------------------- |
|       | China             | 68      | 65      | 2       | 1                |                                        |
|       | Coreea de Nord    | 1       | 0       | 1       | 0                |                                        |
|       | India             | 5       | 5       | 0       | 0                |                                        |
|       | Iran              | 4       | 4       | 0       | 0                |                                        |
|       | Japonia           | 7       | 5       | 2       | 0                |                                        |
|       | Rusia             | 17      | 17      | 0       | 0                |                                        |
|       | Statele Unite     | 156     | 155     | 1       | 0                | Include lansările Electron de la Mahia |
|       | Uniunea Europeană | 3       | 2       | 0       | 1                |                                        |
| Total | Total             | 261     | 253     | 6       | 2                |                                        |

### După rachetă
- Ceres-1
- Electron
- Falcon 9 nou
- Falcon 9 refolosit
- Falcon Heavy
- H-IIA
- H3
- GSLV
- PSLV
- SSLV
- Kinetica 1
- Kuaizhou 1A
- Kuaizhou 11
- Long March 2
- Long March 3
- Long March 4
- Long March 5
- Long March 6
- Long March 7
- Long March 8
- Long March 12
- Soyuz-2
- Soyuz-2-1v
- Atlas V
- Jielong 3
- KAIROS
- Qaem 100
- Simorgh
- Starship
- Vulcan Centaur
- Altele

## Statistici zboruri suborbitale

### După țară
Numărul anual al lansărilor suborbitale pe țară atribuie fiecare zbor țării de origine a rachetei, nu furnizorului de servicii de lansare sau portului spațial. Zborurile destinate să zboare sub 80 km sunt omise.
| Țară  | Țară           | Lansări | Reușite | Eșecuri | Eșecuri parțiale | Note |
| ----- | -------------- | ------- | ------- | ------- | ---------------- | ---- |
|       | Brazilia       | 2       | 2       | 0       | 0                |      |
|       | Canada         | 11      | 11      | 0       | 0                |      |
|       | China          | 1       | 1       | 0       | 0                |      |
|       | Germania       | 2       | 2       | 0       | 0                |      |
|       | India          | 3       | 3       | 0       | 0                |      |
|       | Iran           | 301     | 301     | 0       | 0                |      |
|       | Japonia        | 1       | 1       | 0       | 0                |      |
|       | Țările de Jos  | 1       | 0       | 0       | 1                |      |
|       | Polonia        | 1       | 1       | 0       | 0                |      |
|       | Coreea de Nord | 5       | 5       | 0       | 0                |      |
|       | Rusia          | 4       | 3       | 1       | 0                |      |
|       | Statele Unite  | 33      | 32      | 1       | 0                |      |
|       | Yemen          | 3       | 3       | 0       | 0                |      |
| Total | Total          | 368     | 365     | 2       | 1                |      |

## Zboruri inaugurale
| Rachetă                           | Origine        | Organizație     | Lansare      | Rezultat     | Ref.   |
| --------------------------------- | -------------- | --------------- | ------------ | ------------ | ------ |
| Vulcan Centaur VC2S               | Statele Unite  | ULA             | 8 ianuarie   | Succes       | [ 36 ] |
| Gravity-1                         | China          | Orienspace      | 11 ianuarie  | Succes       | [ 37 ] |
| KAIROS                            | Japonia        | Space One       | 13 martie    | Eșec         | [ 38 ] |
| Angara A5 / Orion                 | Rusia          | Roscosmos       | 11 aprilie   | Succes       | [ 39 ] |
| Long March 6C                     | China          | CASC            | 7 mai        | Succes       | [ 40 ] |
| New-type satellite carrier rocket | Coreea de Nord | NATA/Khrunichev | 27 mai       | Eșec         | [ 41 ] |
| Ariane 62                         | Europa         | Arianespace     | 9 iulie      | Eșec parțial | [ 42 ] |
| Zhuque-2E                         | China          | LandSpace       | 27 noiembrie | Succes       | [ 43 ] |
| Long March 12                     | China          | CASC            | 30 noiembrie | Succes       | [ 44 ] |
| Kuaizhou 1A Pro                   | China          | CASIC           | 4 decembrie  | Succes       | [ 45 ] |